# Zuid-Holland
Nam Hà Lan (tiếng Hà Lan: Zuid-Hollandⓘ) là một tỉnh của Hà Lan, tọa lạc phía tây của quốc gia này, bên bờ biển Bắc. Đây là tỉnh đông dân và công nghiệp hóa bậc nhất Hà Lan. Các tỉnh giáp ranh có: Zeeland phía tây nam, Noord-Brabant về phía đông nam, Gelderland về phía đông, Utrecht về phía đông bắc và Bắc Hà Lan về phía bắc.
Tỉnh này có các thành phố lớn Den Haag (nơi đóng trụ sở của chính quyền gemeente và trụ sở của Tòa án quốc tế); thành phố Rotterdam. Leiden, Delft và Gouda có các khu trung tâm thành phố với các tòa nhà thế kỷ 17. Rotterdam một trong các bến cảng lớn nhất thế giới. Zoetermeer là một thành phố rất mới, phần lớn được xây dựng năm 1970. Các thành phố mới khác có Capelle aan den IJssel, Hellevoetsluis và Spijkenisse, tất cả đều gần  Rotterdam.
Nam Hà Lan thuộc hệ thống International Organization for Standardization với mã hiệu là ISO 3166-2:NL-ZH.
Các sông và kênh đào bao gồm Nieuwe Maas, Nieuwe Waterweg, Oude Maas, Haringvliet, Hollands Diep.

## Lịch sử
Tỉnh Nam Hà Lan được lập năm 1840, khi tỉnh Holland được chia ra thành 2 tỉnh Bắc Hà Lan và Nam Hà Lan. Kể từ đó, Nam Hà Lan đã chuyển 3 gemeente cho các tỉnh Utrecht: Oudewater năm 1970, Woerden năm 1989, và Vianen năm 2002.

## Các đơn vị hành chính
Nam Hà Lan được chia ra làm 60 gemeente (tiếng Anh:municipality, cấp hành chính tương đương với quận/huyện ở Việt Nam) (trước năm 2006: 86, trước năm 2007: 77) (danh sách dưới đây có ghi ngày trong tuần diễn ra buổi tối mua sắm trong ngoặc đơn, cùng với đường link đến các trang web).

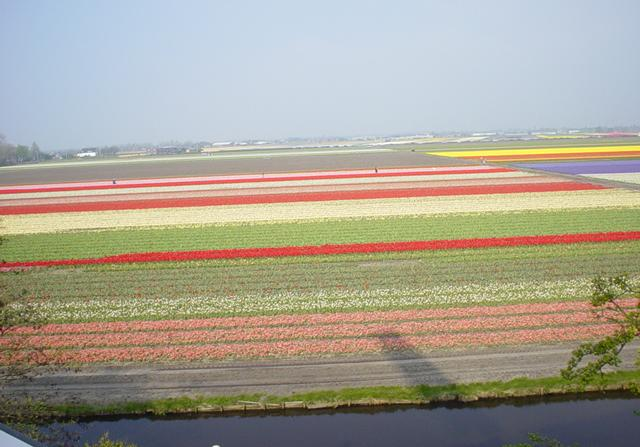
Vườn hoa ở Lisse